# Пайко махала
Пайко махала или Ибни Пайко (на македонска литературна норма: Пајко Маало) е квартал на столицата на Северна Македония - Скопие, част от скопската община Център. В периода между двете световни войни в квартала са били най-красивите улици и къщи в които са живели старите скопски семейства и богатите граждани.